# شیبان بن احمد بن طولون
شیبان بن احمد بن طولون (انگلیسی: Shayban ibn Ahmad ibn Tulun) پنجمین و آخرین حاکم طولونیان در مصر بود.